# ماتسيو كاكوتا
ماتسيو كاكوتا (باليابانية: 角田 光代) (مواليد 1967) هي كاتبة يابانية. كان أول ظهور لها وهي لا تزال طالبة في الجامعة مع Kōfuku na yūgi (التسلية السعيدة) وحصلت على جائزة كاين للكتاب الجدد في عام 1990. واستمرت إلى الفوز بجائزة ناوكي وجائزة نوما الأدبية للوجه الجديد. و واحد على الأقل من أعمالها تم تحويله إلي الفيلم.

## حياتها
ولدت ماتسيو كاكوتا يوم 8 مارس 1967 في يوكوهاما.

## روابط خارجية
- ماتسيو كاكوتا على موقع IMDb (الإنجليزية)
- ماتسيو كاكوتا على موقع قاعدة بيانات الفيلم (الإنجليزية)